# Barneveld

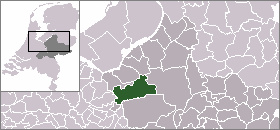
Barnevelds läge

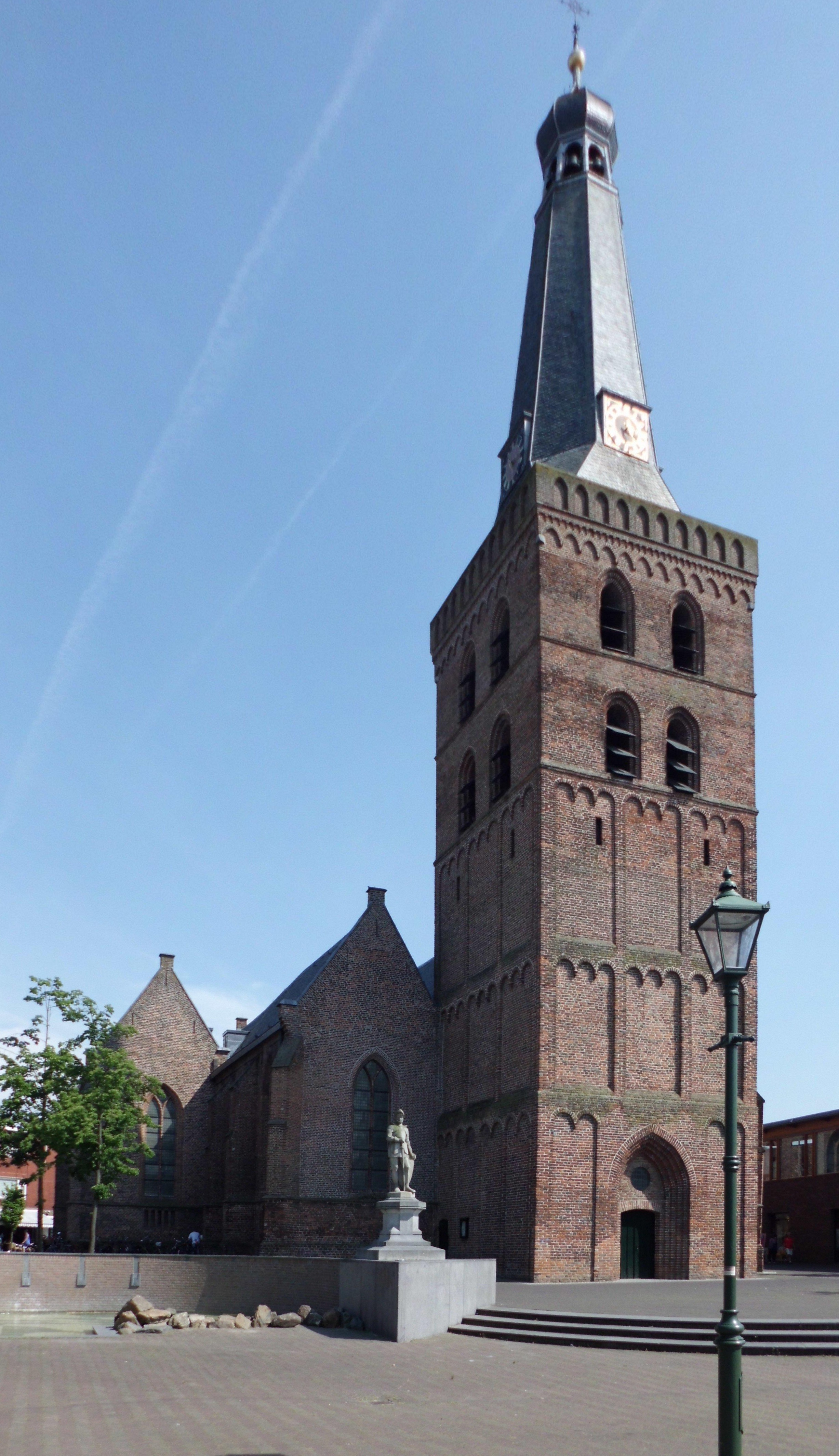
Jan van Schaffelaar och kyrktornet han hoppade ifrån

Barneveld är en by i Nederländerna som ligger i en kommun med samma namn i provinsen Gelderland. Kommunens totala area är 176,74 km² (där 0,72 km² är vatten) och invånarantalet är på 50 098 invånare (2005).
Barneveld ligger i Veluwe, en av de största naturområdena i Nederländerna. Redan på 1200-talet var Barneveld en by med anseende och ett förnämligt handelscentrum. 

## Historia
Jan van Schaffelaar var en riddare som är intimt förknippad med Barnevelds historia. Han är känd som en hjälte och martyr då han 16 juli 1482 hoppade ifrån tornet i Oude Kerk (kyrkan i Barneveld) för att rädda sina soldater. Van Schaffelaar och hans soldater (som kallades Kabeljouwen) hade tagit kyrkan och tornet i besittning och var belägrade och anfallna av en grupp Hoeken från de omliggande byarna Amersfoort och Nijkerk. Soldaterna i tornet var chanslösa och gruppen med Hoeken ville att Jan van Schaffelaar skulle bli kastad ifrån tornet av sina soldater för att de inte skulle döda alla, men van Schaffelaar valde att själv hoppa. Tvisterna som utkämpades mellan Kabeljouwen och Hoeken gällde det Bourgondiska riket, där Kabeljouwen var för och Hoeken emot. Den mäktigaste personen i Bourgondiska riket var Hertiginnan Maria van Bourgondië. 

## Centrum för fjäderfän
Barneveld är känt för sin hönsuppfödning och gav sitt namn åt hönsrasen Barnevelder som har sitt ursprung i byn. Denna hönsras hålls för både kött och ägg. I byn finns också Nederländernas fjäderfämuseum.